# 罗氏世祠
罗氏世祠，位于中国广东省肇庆市四会市威整·甜竹坑村中，为四会市的一个市级文物保护单位，类型为古建筑，公布时间为2002年4月2日。
罗氏世祠的历史年代为明代。